# Montesson
Montesson település Franciaországban, Yvelines megyében. Lakosainak száma 14 606 fő (2022. január 1.). Montesson Carrières-sur-Seine, Chatou, Le Mesnil-le-Roi, Le Pecq, Sartrouville és Le Vésinet községekkel határos.

## Népesség
A település népességének változása:
| Lakosok száma | 15 183 | 15 145 | 15 584 | 15 019 | 15 013 | 14 991 | 14 811 | 14 511 | 14 606 |
|               | 2013   | 2015   | 2016   | 2017   | 2018   | 2019   | 2020   | 2021   | 2022   |